# Evil-Merodach
Evil-Merodach (o Evilmerodach; in accadico Amēl-Marduk, in ebraico Ĕwīl Mĕrōdak; ... – 560 a.C.) fu un sovrano caldeo, figlio di Nabucodonosor II.

## Biografia
Secondo quanto riferito dalle ultime righe dei Libri dei Re nella Bibbia, egli fece uscire di prigione Ioiachin, il penultimo re di Giuda, dopo 37 anni di prigionia (2 Re 25,27-30).
Nel 560 a.C. fu ucciso dal cognato Neriglissar, che gli succedette al trono.